# SN 2004ih
SN 2004ih – supernowa typu Ia odkryta 24 października 2004 roku w galaktyce A021554+0104. W momencie odkrycia miała maksymalną jasność 20,00m.